# Mike Barrowman
Michael "Mike" Ray Barrowman (Assunção, 4 de dezembro de 1968) é um nadador norte-americano, campeão olímpico dos 200 metros peito nos Jogos de Barcelona de 1992.
Um dos pioneiros da técnica "onda" no nado peito, Barrowman ficou em quarto nos 200m peito dos Jogos Olímpicos de Seul em 1988. Na edição seguinte em Barcelona 1992 retornou para conquistar a medalha de ouro no mesmo evento. Então ele se aposentou temporariamente da natação competitiva e virou praticante de caiaque. Hoje é um treinador nas Ilhas Cayman. Barrowman era conhecido pelo seu alto consumo de hambúrgueres e batatas fritas que só cessava perto de grandes competições.
Ele foi nomeado "Nadador Mundial masculino do Ano" em 1989 e 1990 pela revista Swimming World.
Foi detentor do recorde mundial dos 200m peito entre 1989 e 2002, período no qual bateu o recorde seis vezes.